# ساموئل سرنی
ساموئل سرنی (انگلیسی: Samuele Sereni؛ زادهٔ ۵ ژانویهٔ ۱۹۸۸) بازیکن فوتبال است.